# Sesvetska Sopnica
Sesvetska Sopnica település Horvátországban, Zágráb főváros Szeszvete városnegyedében. Közigazgatásilag a fővároshoz tartozik.

## Fekvése
Zágráb városközpontjától 8 km-re keletre, Szeszvete központja előtt, a Zágrábból keletre menő vasútvonal déli oldalán fekszik.

## Története
Sopnica pataknévként „fluvius Scepnicha” alakban már Imre király 1201-es oklevelében szerepel, melyben a zágrábi káptalan Ugra nevű földje határainak leírásakor találjuk. Van egy elmélet, miszerint az illír „sop” szó mocsarat vagy vizes élőhelyet jelöl, ami magyarázhatja más helyek nevét is melyek a Sopnica mentén találhatók. A település első írásos említése II. András király egyik 1217-ben kelt oklevelében történt, melyben földet adományozott a zágrábi káptalan egyik tagjának, egy Baron nevű kanonoknak. Ez a föld korábban két, Cehna és Weretk nevű testvér tulajdonában volt. A kanonok nemcsak ezt a földet, hanem erdőt és egy mezőt vagy ligetet is kapott. Ez a liget később Baranov Gaj vagy Barangaj néven vált ismertté – innen származik a mai Borongaj név. Következő említése István szlavón bánnak 1252-ben kelt oklevelében történt, melyben „Scepnicha” települést Hudiszló fiának, Miklósnak ítéli. Károly Róbert király 1328-ban kelt oklevelében „Scepnicha” néven említik, melyben megerősíti a zágrábi egyház birtokait. Egy 1598-as összeírásban megemlítik, hogy Sopnicán négy jobbágyháztartás volt: Jakob Horvat, Andrija Prelec, Stjepan és Ivan Zavalić. Sopnica története során végig a zágrábi káptalan jobbágyainak faluja volt.
A második katonai felmérés térképén „Sopnica” néven található. Egy 1866-os összeírás szerint Sopnica 3 házában 45 fő élt, ami háztartásokként 15 főt jelent. A település Zágráb vármegye Zágrábi járásához tartozott. A 19. század második felében Zágráb városa, amely Horvátország legerősebb gazdasági központja, még erősebbé vált. 1871-ben vasútvonalat építettek Sopnica mellett annak érdekében, hogy az e területen növekvő ipar számára szállítási szolgáltatást nyújtsanak. A vasutat a magyarok azért is építették, hogy Budapestet Zágrábon keresztül összekössék Fiume kikötőjével. A vasút mentén az ipar gyors fejlődésnek indult, mely a közeli települések népességében is növekedést idézett elő. Sopnica Zágráb és Szeszvete között helyezkedett el, amelyek szintén gyorsan fejlődtek. Nagyon sok család költözött Sopnicába Zágráb közelsége és vonzereje miatt is. 1941 és 1945 között a Független Horvát Állam része volt, majd a szocialista Jugoszlávia fennhatósága alá került. 1991-től a független Horvátország része. Ma Sopnica egyre inkább integrálódik a főváros urbanizált területébe. Lakossága nemcsak az erősödő bevándorlás, hanem a belvárosból való kitelepülés miatt is folyamatosan nő.

## Nevezetességei
A sesvetska sopnicai Angyalok Királynője plébániát 1991. június 6-án alapította Franjo Kuharić bíboros, zágrábi érsek. A plébániatemplom építése 2000 novemberében kezdődött és 2001. július 15-én áldotta meg Josip Bozanić bíboros, zágrábi érsek. A templom külseje szokatlan és érdekes, mert egy bibliai sátorra emlékeztet. Négy értékes műalkotása van: Đuro Seder „Angyali üdvözlet” üvegablakja, Páduai Szent Antal szobra és Mile Blažević bronz bejárati ajtója, valamint Blaženka Salavard keresztútjának mozaikja. Építés alatt állnak a plébániatemplom és a kripta, valamint a Szent Illés ferences kolostor épületei.

## Oktatás
A település első iskoláját 1864 decemberében nyitották meg a mai Bjelovarska utca 32-ben (az épület ma is áll). Az első tanító Franjo Ivoš volt, és az intézménybe 67 tanuló járt. 
Az idő múlásával a régi iskola túl kicsi lett és egy egy új, nagyobb iskolát kellett építeni, amelyet 1954-ben nyitottak meg. A település lakosságának gyors növekedése miatt ez az iskola túl kicsinek bizonyult. 1975-ben megnyílt az iskola új épülete, majd az 1983/1984-es tanévtől regionális iskola lett. A Zágráb Városi Közgyűlés 2007. május 17-i határozatával létrehozták az önálló Sesvetska Sopnicai Általános Iskolát, melyet 2007. szeptember 10-é nyitottak meg. A 2007/2008-as tanév 526 hallgatóval és 55 alkalmazottal indult. Jelenleg a Sesvetska Sopnicai Általános Iskola 530 tanulóval rendelkezik, akik 25 osztályra vannak osztva (13 klasszikus és 12 szakosított osztály). Az osztálytermeken kívül szaktantermek titkárnő iroda, tanár, könyvtár, konyha, étkező és egy többcélú közösségi tér tartoznak hozzá.